# کرده
هر یک از یشت‌های بزرگ در نسخه‌های خطی به بخش‌هایی تقسیم می‌گردد که اصطلاحاً کرده نامیده می‌شوند. لازم به تذکر است که تقسیم‌بندی هر یشت به بندها که در چاپ‌های کنونی اوستا معمول است، در نسخه‌های خطی دیده نمی‌شود و یک روش ابداعی است که توسط دانشمندان اوستاشناس عصر حاضر و به منظور سهولت استفاده و ارجاع به وجود آمده‌است. برای مثال مهریشت به ۳۵ باب یا کرده تقسیم گردیده و مجموعاً ۱۴۶ بند دارد.